# Granite Falls (Minnesota)
Pour les articles homonymes, voir Granite Falls.
La ville américaine de Granite Falls est le siège du comté de Yellow Medicine, dans l’État du Minnesota. Lors du recensement de 2010, sa population s’élevait à 2 897 habitants, estimée à 2 757 habitants. Granite Falls s’étend également sur les comtés de Chippewa et Renville.

## Source
- (en) Cet article est partiellement ou en totalité issu de l’article de Wikipédia en anglais intitulé « Granite Falls, Minnesota » (voir la liste des auteurs).